# Magne d'Anagni
Ne doit pas être confondu avec Magne de Coni.
Saint Magne d'Anagni, également connu sous le nom de Magne de Trani voire Magne de Fabrateria Vetus (en italien : Magno di Anagni, Magno da Trani), né à la fin du IIe siècle, mort à Ceccano le 19 août 251, est un évêque italien de Trani considéré comme le saint patron de la ville d’Anagni dont il fit construire la cathédrale.

## Histoire ou légende
Selon la tradition, il est né à Trani au IIe siècle et son père s’appellerait Apollonius.
À un jeune âge, il est berger pour subvenir aux besoins de sa famille. Avec les quelques revenus de ses moutons, il aide également les pauvres. Lui et son père furent baptisés par l’évêque Redemptus de Trani.
À la mort de Redemptus, Magne est choisi comme évêque de Trani par le peuple et les ecclésiastiques locaux. Comme évêque, Magne œuvre beaucoup à évangéliser les régions de Fondi, Aquino, et Anagni. À Anagni, il baptise une jeune femme appelée Secundina, qui meurt plus tard en tant que martyr chrétienne,.
D’après une ancienne tradition, Magne s'exile à Rome pour échapper aux persécutions des chrétiens menées par un homme appelé Tarquinius. Rappelé par le devoir et sa conscience, Magne cherche à rentrer dans son pays, se cachant le long du chemin. Les soldats le repèrent cependant dans une caverne près de Fondi. Arrêté, il est décapité près de Fabrateria Vetus, dans le Latium,.

## Vénération
Au IXe siècle, ses reliques sont transférées de Fondi à Veroli par un homme appelé Platon. Selon une tradition (ou légende), un nommé Musa, musulman, utilisait le tombeau de Magne comme écurie pour ses chevaux. Quand les chevaux commencèrent à mourir de façon mystérieuse, Musa prit peur et vendit les reliques de saint Magne aux citoyens d'Anagni.
Ces reliques furent solennellement introduites dans la cathédrale d'Anagni en présence de l’évêque Zacharie. Magne fut, par la suite, déclaré saint patron de la ville. Il est également vénéré à Colle San Magno, près de Frosinone,,.
Ce saint Magne ne doit pas être confondu avec un autre, le saint Magne de Coni, martyr de la légion thébaine, commémoré le même jour. Le martyrologe romain ne mentionne que le saint Magne d'Anagni,. Il est également mentionné dans le Martyrologium Hieronymanum dans lequel l’endroit de sa mort est donné comme étant Fabrateria vetus.
Magne jouit d’une large vénération dans tout le sud du Latium (plusieurs églises lui sont dédiées). Son nom apparaît dans le sacramentaire gélasien du VIIe siècle et dans un sacramentaire du siècle suivant. 
En France, la commune de Saint-Magne dans la Gironde tire son nom de ce saint martyr.